# 1815 en musique classique
| \| • Retour à la chronologie générale de la musique classique • \| |
| Grèce • Rome • Haut Moyen Âge • VIIIe siècle • IXe siècle • Xe siècle • XIe siècle XIIe siècle • XIIIe siècle • XIVe siècle • XVe siècle • XVIe siècle • XVIIe siècle XVIIIe siècle • XIXe siècle • XXe siècle • XXIe siècle |
| • Retour à la chronologie générale de la musique classique • |

| Années en musique classique : 1812 - 1813 - 1814 - 1815 - 1816 - 1817 - 1818    |
| Décennies en musique classique : 1780 - 1790 - 1800 - 1810 - 1820 - 1830 - 1840 |

Cet article présente les faits marquants de l'année 1815 en musique.

## Événements
- 2 au 7 mars : Schubert compose sa messe no 2 en sol majeur.
- 4 octobre : Elisabetta, regina d'Inghilterra, opéra de Rossini, créé au San Carlo de Naples
- 25 décembre : Mer calme et heureux voyage, cantate de Beethoven, créée dans la grande salle de la Redoute à Vienne.

Date indéterminée
- Le Roi des aulnes, ballade de Goethe est mise en musique par Schubert.
- Concertino pour cor et orchestre en mi mineur, J188 (Op. 45) de Carl Maria von Weber.
- Fondation à Boston de la Handel and Haydn Society (Société Handel-et-Haydn).
- Apparition de la valse, par transformation du Ländler tyrolien. Pour la première fois, le couple danse enlacé.

## Prix de Rome
1er Prix : François Benoist avec la cantate Œnone.

## Naissances

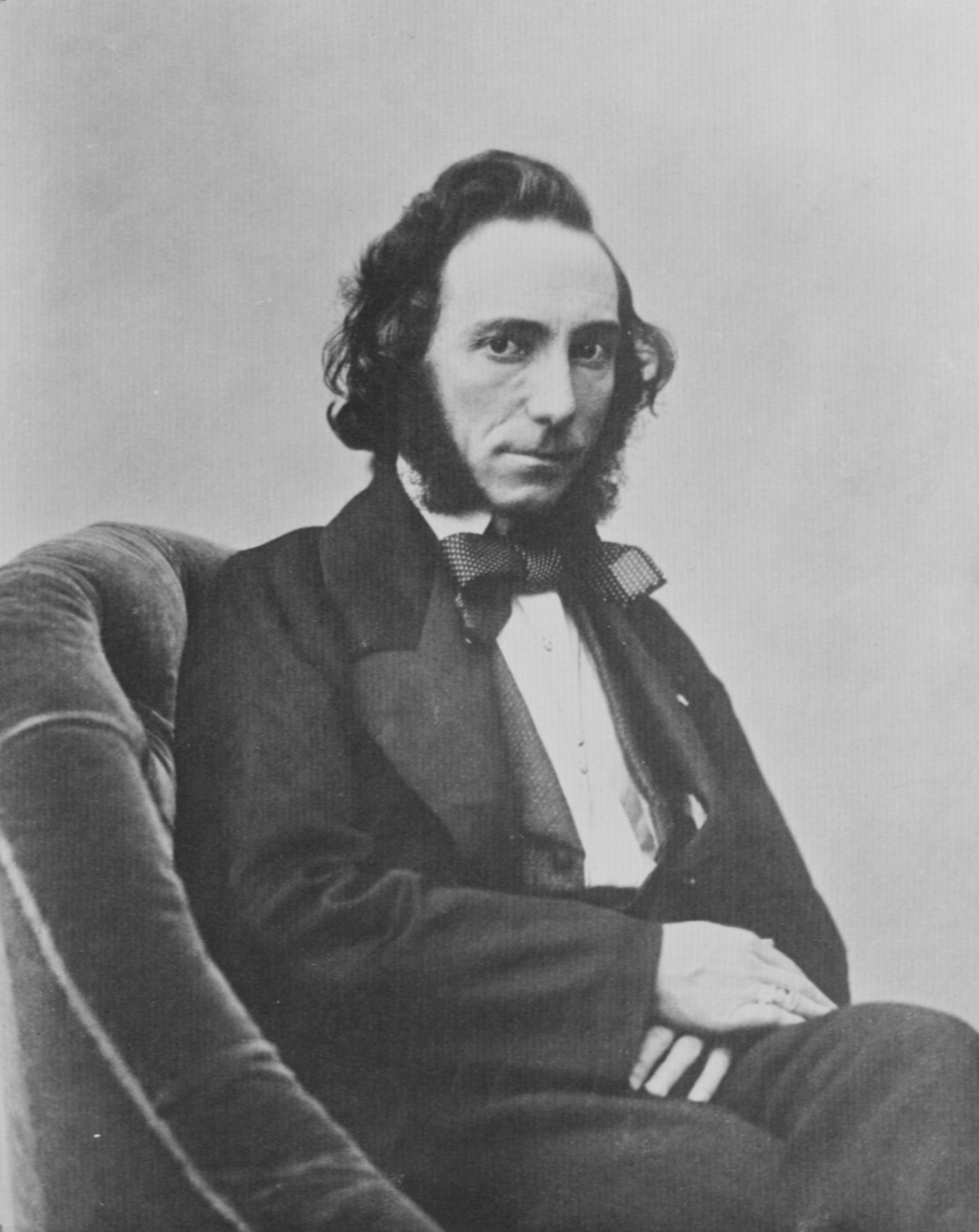
Camillo Sivori

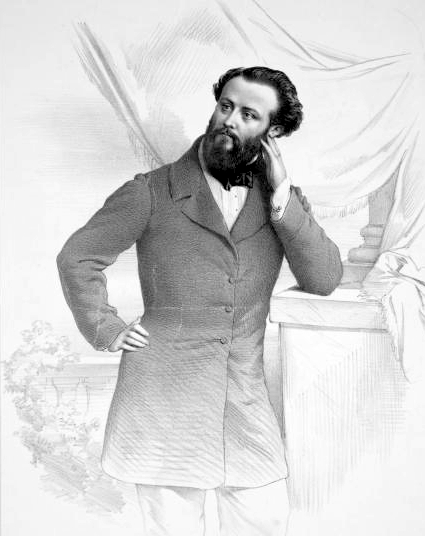
Gustave-Hippolyte Roger

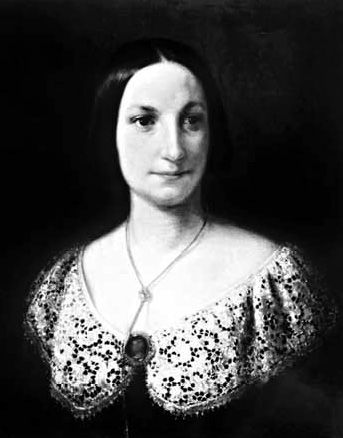
Fanny Salvini-Donatelli

- 1er janvier : Henry Lazarus, clarinettiste britannique, compositeur et professeur de musique († 6 mars 1895).
- 12 janvier : Jean-Romary Grosjean, organiste, compositeur et éditeur français († 13 février 1888).
- 13 janvier : Rosine Stoltz, cantatrice française († 30 juillet 1903).
- 8 février : Louis-Marie Pilet, violoncelliste français († 13 novembre 1877).
- 2 mars : 
  - Antonio Buzzolla, compositeur et chef d'orchestre italien († 20 mars 1871).
  - Jakob Dont, violoniste et compositeur autrichien († 17 novembre 1888).
- 4 mars : Mykhailo Verbytsky, prêtre et compositeur ukrainien († 7 décembre 1870).
- 5 mars : Joseph Forestier, cornettiste et compositeur français († 13 novembre 1882).
- 8 mars : Delphin Alard, violoniste français († 22 février 1888).
- 14 mars : Josephine Caroline Lang, compositrice de lied et une chanteuse allemande († 2 décembre 1880).
- 24 mars : Sophie Löwe, soprano allemande († 29 novembre 1866).
- 6 avril : Robert Volkmann, compositeur allemand († 30 octobre 1883).
- 16 avril : Heinrich Ernst Kayser, violoniste allemand († 17 janvier 1888).
- 11 mai : 
  - Jean Rémusat, flûtiste et compositeur français († 1er septembre 1880).
  - Antonio Romero y Andía,  clarinettiste, éditeur et marchand de musique espagnol († 7 octobre 1886).
- 30 juillet : Herman Severin Løvenskiold, compositeur et organiste norvégien († 5 décembre 1870).
- 16 août : Abraham Hirsch, éditeur suédois de partition musicales († 23 février 1900).
- 29 août : Frederick Lablache, chanteur anglais († 30 janvier 1887).
- 3 septembre : Raffaele Mirate, ténor italien († novembre 1895).
- 4 septembre : Mihály Mosonyi, compositeur hongrois († 31 octobre 1870).
- 6 septembre : Giuseppina Strepponi, cantatrice italienne († 14 novembre 1897).
- 15 septembre : Halfdan Kjerulf, compositeur norvégien († 11 août 1868).
- 16 septembre : Ernert Boulanger, compositeur français († 14 avril 1900).
- 25 octobre : Camillo Sivori, violoniste et compositeur italien († 19 février 1894).
- 28 octobre : Amédée Artus, chef d'orchestre et compositeur français († 26 mars 1892).
- 15 novembre : Uranio Fontana, compositeur italien († 20 mars 1881).
- 7 décembre : Alfred Quidant, pianiste et compositeur français († 9 octobre 1893).
- 15 décembre : Eugène Jancourt, bassoniste, compositeur et pédagogue français († 29 janvier 1901).
- 17 décembre : Gustave-Hippolyte Roger, ténor français († 12 septembre 1879).
- 25 décembre : Temistocle Solera, poète et librettiste italien († 21 avril 1878).

Date indéterminée
- Fanny Salvini-Donatelli, soprano italienne († 1891).

## Décès

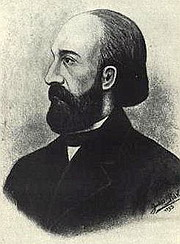
Jakub Jan Ryba

- 7 mars : Jean-Baptiste Lourdet de Santerre, librettiste français (° 1732).
- 8 avril : Jakub Jan Ryba, compositeur tchèque (° 26 octobre 1765).
- 25 mai : Domenico Puccini, compositeur italien (° 5 avril 1772).
- 6 août : Giuseppe Gherardeschi, compositeur et organiste italien (° 3 novembre 1759).
- 28 novembre : Johann Peter Salomon, violoniste allemand (° 20 février 1745).
- 2 décembre : Pierre-François Levasseur, violoncelliste français (° 11 mars 1753).
- décembre : Giovanni Bertati, librettiste italien (° 10 juillet 1735).

Date indéterminée
- Prosper-Didier Deshayes, compositeur, violoniste et maître de ballet français.
- Johann Gottfried Wilhelm Palschau, compositeur et pianiste allemand (° 21 décembre 1741).